# クペレ語
クペレ語（Kpelle）は、マンデ語派に属する言語（マクロランゲージ）である。話者はクペレ族の人々である。

## マクロランゲージ
- ギニア・クペレ語 [gkp] （フランス語:Guerze） 話者数400,000人-500,000人。
- リベリア・クペレ語 [xpe] 話者数480,000人。

リベリア・クペレ語は、現在リベリアの学校教育で教えられている。